# Рахимкулово
Рахимкулово (баш. Рәхимҡол) — деревня в Балтачевском районе Республики Башкортостан Российской Федерации. Входит в состав Кундашлинского сельсовета. 

## География

### Географическое положение
Расстояние до:
- районного центра (Старобалтачёво): 34 км,
- центра сельсовета (Кундашлы): 4 км,
- ближайшей ж/д станции (Куеда): 102 км.

## Население
| 2002 | 2009 | 2010 |
| ---- | ---- | ---- |
| 67   | ↘52  | ↘45  |

Согласно переписи 2002 года, преобладающая национальность — башкиры (97 %).